# Giresun
Giresun (phát âm [ɡiɾeˈsun]; tiếng Thổ Nhĩ Kỳ: Giresun, tiếng Hy Lạp cổ: Pharnacia, Choerades) là một thành phố tỉnh lỵ tỉnh Giresun trong vùng Biển Đen ở đông bắc của Thổ Nhĩ Kỳ, cự ly 175 km về phía tây Trabzon. Thành phố Giresun có diện tích km2, dân số thời điểm năm 2009 là 90.827 người, đây là thành phố lớn thứ 88 tại Thổ Nhĩ Kỳ.

## Khí hậu
| Dữ liệu khí hậu của Giresun                                       | Dữ liệu khí hậu của Giresun | Dữ liệu khí hậu của Giresun | Dữ liệu khí hậu của Giresun | Dữ liệu khí hậu của Giresun | Dữ liệu khí hậu của Giresun | Dữ liệu khí hậu của Giresun | Dữ liệu khí hậu của Giresun | Dữ liệu khí hậu của Giresun | Dữ liệu khí hậu của Giresun | Dữ liệu khí hậu của Giresun | Dữ liệu khí hậu của Giresun | Dữ liệu khí hậu của Giresun | Dữ liệu khí hậu của Giresun |
| Tháng                                                             | 1                           | 2                           | 3                           | 4                           | 5                           | 6                           | 7                           | 8                           | 9                           | 10                          | 11                          | 12                          | Năm                         |
| ----------------------------------------------------------------- | --------------------------- | --------------------------- | --------------------------- | --------------------------- | --------------------------- | --------------------------- | --------------------------- | --------------------------- | --------------------------- | --------------------------- | --------------------------- | --------------------------- | --------------------------- |
| Cao kỉ lục °C (°F)                                                | 29.1 (84.4)                 | 29.5 (85.1)                 | 34.9 (94.8)                 | 36.0 (96.8)                 | 35.4 (95.7)                 | 36.2 (97.2)                 | 35.3 (95.5)                 | 35.2 (95.4)                 | 32.8 (91.0)                 | 37.3 (99.1)                 | 32.8 (91.0)                 | 28.0 (82.4)                 | 37.3 (99.1)                 |
| Trung bình ngày tối đa °C (°F)                                    | 10.6 (51.1)                 | 10.7 (51.3)                 | 12.4 (54.3)                 | 15.3 (59.5)                 | 19.2 (66.6)                 | 23.9 (75.0)                 | 26.8 (80.2)                 | 27.4 (81.3)                 | 24.2 (75.6)                 | 20.3 (68.5)                 | 16.0 (60.8)                 | 12.7 (54.9)                 | 18.3 (64.9)                 |
| Trung bình ngày °C (°F)                                           | 7.6 (45.7)                  | 7.4 (45.3)                  | 8.8 (47.8)                  | 11.6 (52.9)                 | 16.0 (60.8)                 | 20.8 (69.4)                 | 23.7 (74.7)                 | 24.3 (75.7)                 | 21.0 (69.8)                 | 17.2 (63.0)                 | 12.8 (55.0)                 | 9.7 (49.5)                  | 15.1 (59.2)                 |
| Tối thiểu trung bình ngày °C (°F)                                 | 5.3 (41.5)                  | 4.8 (40.6)                  | 6.1 (43.0)                  | 8.9 (48.0)                  | 13.6 (56.5)                 | 18.1 (64.6)                 | 21.0 (69.8)                 | 21.7 (71.1)                 | 18.4 (65.1)                 | 14.7 (58.5)                 | 10.3 (50.5)                 | 7.3 (45.1)                  | 12.5 (54.5)                 |
| Thấp kỉ lục °C (°F)                                               | −6.2 (20.8)                 | −9.8 (14.4)                 | −4.0 (24.8)                 | −1.4 (29.5)                 | 4.0 (39.2)                  | 6.8 (44.2)                  | 12.1 (53.8)                 | 12.1 (53.8)                 | 4.8 (40.6)                  | 4.3 (39.7)                  | −4.7 (23.5)                 | −2.4 (27.7)                 | −9.8 (14.4)                 |
| Lượng Giáng thủy trung bình mm (inches)                           | 127.6 (5.02)                | 92.0 (3.62)                 | 98.0 (3.86)                 | 72.8 (2.87)                 | 73.1 (2.88)                 | 83.9 (3.30)                 | 82.2 (3.24)                 | 81.8 (3.22)                 | 133.7 (5.26)                | 175.8 (6.92)                | 158.5 (6.24)                | 129.0 (5.08)                | 1.308,4 (51.51)             |
| Số ngày giáng thủy trung bình                                     | 14.57                       | 13.67                       | 16.33                       | 15.07                       | 14.57                       | 12.57                       | 10.63                       | 11.43                       | 12.73                       | 15.40                       | 12.67                       | 14.67                       | 164.3                       |
| Số giờ nắng trung bình tháng                                      | 52.7                        | 70.6                        | 65.1                        | 87.0                        | 108.5                       | 141.0                       | 124.0                       | 108.5                       | 87.0                        | 62.0                        | 75.0                        | 49.6                        | 1.031                       |
| Số giờ nắng trung bình ngày                                       | 1.7                         | 2.5                         | 2.1                         | 2.9                         | 3.5                         | 4.7                         | 4.0                         | 3.5                         | 2.9                         | 2.0                         | 2.5                         | 1.6                         | 2.8                         |
| Nguồn: Cơ quan Khí tượng Nhà nước Thổ Nhĩ Kỳ (đo nắng, 1929–2020) |                             |                             |                             |                             |                             |                             |                             |                             |                             |                             |                             |                             |                             |

## Thành phố kết nghĩa
Giresun kết nghĩa với:
- Alba, Ý
- Bátonyterenye, Hungary
- La Louvière, Bỉ
- Ölgii, Mông Cổ
- Sagae, Nhật Bản
- Shaki, Azerbaijan
- Urmia, Iran